# 萊平湖
53°20′43″N 12°49′13″E / 53.34528°N 12.82028°E

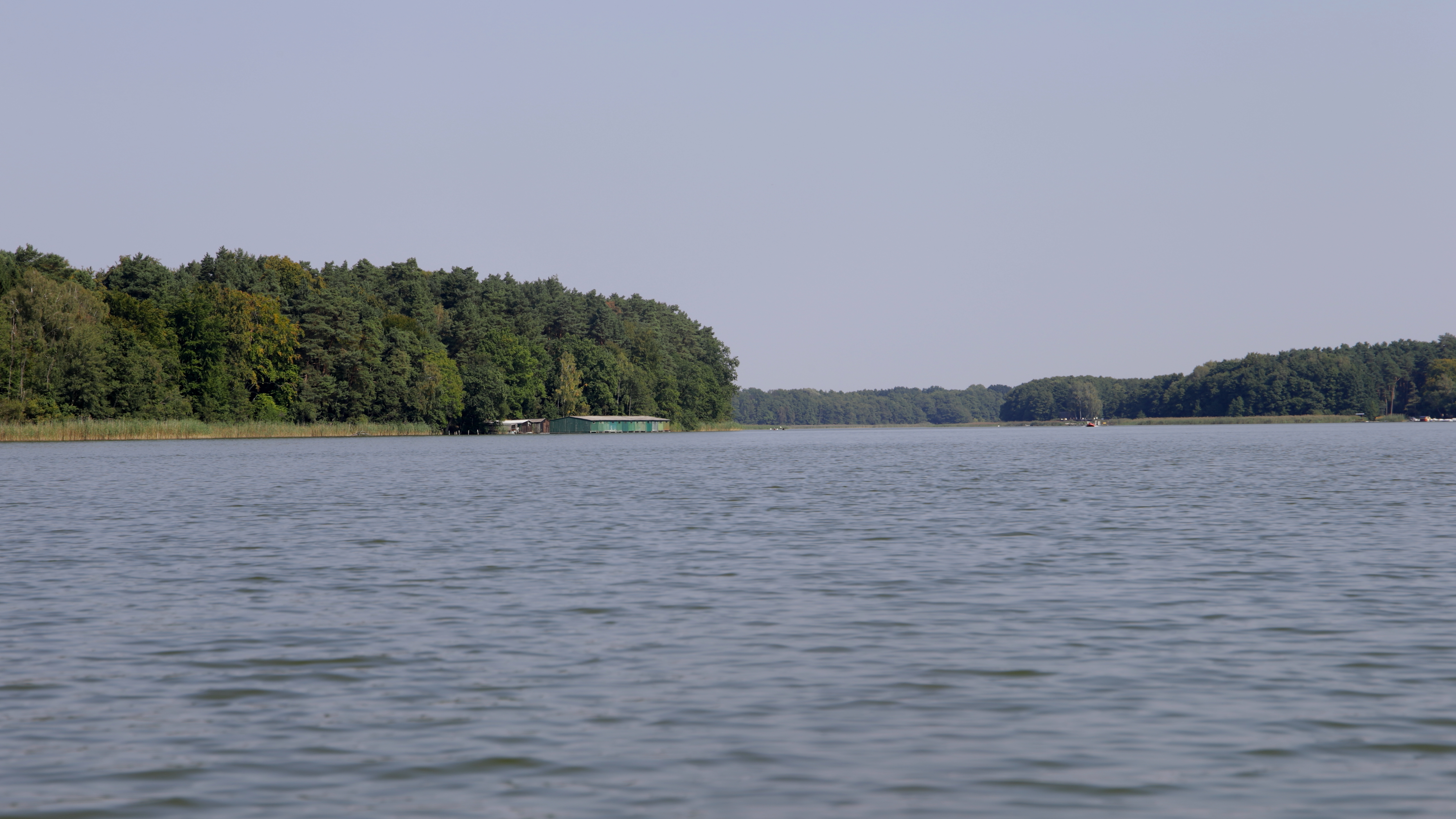

萊平湖（德語：Leppinsee），是德國的湖泊，位於該國東北部，由梅克倫堡-前波美拉尼亞州負責管轄，處於梅克倫堡湖區縣，長2.2公里、寬0.3公里，面積0.91平方公里，海拔高度59米，最大水深14米。